# 戈登·愛德華·格里姆斯代爾

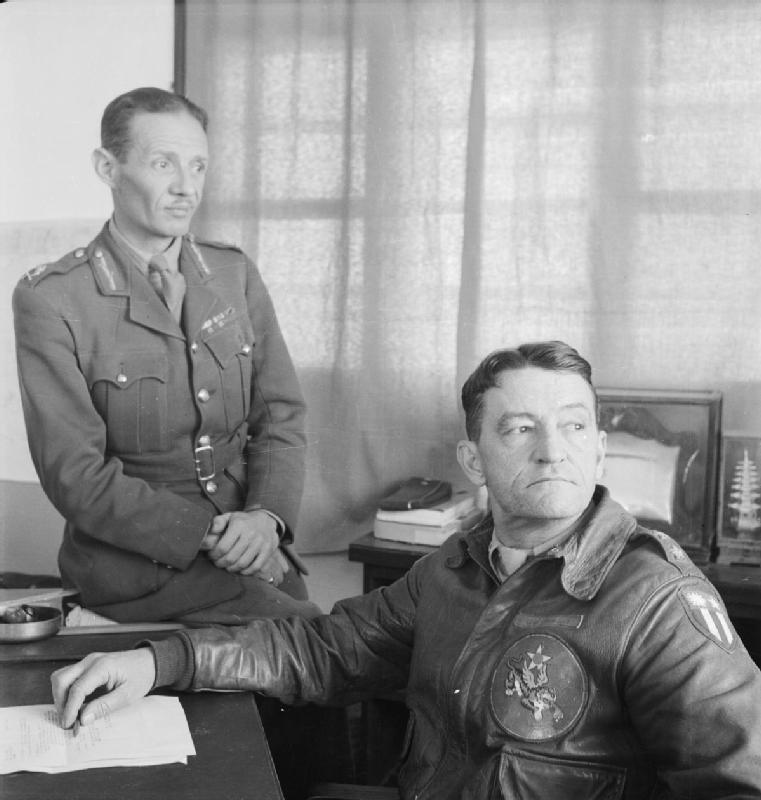
格里姆斯代爾少將(左)、美國陳納德(右)

戈登·愛德華·格里姆斯代爾少將（英語：Gordon Edward Grimsdale; Gordon R. Grimsdale，1893年—1950年10月30日），又譯金士刁或孔士德，英國駐華軍事代表團團長、英國駐重慶領事館主任武官（1942-43，現代稱為使館首席武官）。任內主理香港保衛戰和日佔香港的英軍聯絡事誼。1942年3月12日英國駐華軍事代表團團長Lancelot Ernest Dennys少將在昆明空難死亡，不久，格里姆斯代爾接任。